# 佩南
佩南（法語：Penin）是法国北部-加来海峡大区加来海峡省的一个市镇，属于阿拉斯区欧比尼昂纳图瓦县。该市镇2009年时的人口为474人。

## 人口
佩南人口变化图示
| 数据来源：INSEE |